# 7,65 × 20 mm
Die Patrone 7,65 × 20 mm ist eine französische Pistolenpatrone. Sie wurde 1925 in Frankreich entwickelt und auch nur dort produziert.

## Entwicklung
Die Patrone wurde als Weiterentwicklung der Browningpatrone 7,65 × 17 mm für eine neue Armeepistole 1925 entworfen. Diese Pistole wurde jedoch nicht in die Bewaffnung der französischen Armee aufgenommen, so dass die Munition erst 1935 mit der Selbstladepistole Modell 1935A als 7,65 mm longue M 1935 eingeführt wurde.

## Verwendung
Die Munition war an der unteren Leistungsgrenze für militärische Zwecke. Neben der Petter-Pistole wurde sie auch in der MPi MAS 1938 verwendet.
Nach 1945 wurde sie durch die Patrone 9 × 19 mm ersetzt.